# 1532 Inari
1532 Inari (1938 SM) là một tiểu hành tinh vành đai chính được phát hiện ngày 16 tháng 9 năm 1938 bởi Vaisala, Y. ở Turku.